# Ласцо
Ласцо — озеро в Осташковском городском округе Тверской области России.
В озеро впадает ручей Холодный, вытекает река Зуевка, соединяющая его с озером Селигер. 
На берегу озера расположены деревня Заозерье. 

## Данные водного реестра
По данным государственного водного реестра России относится к Верхневолжскому бассейновому округу, водохозяйственный участок реки — Волга от Верхневолжского бейшлота до г. Зубцов без р. Вазуза от истока до Зубцовского г/у. Речной бассейн реки — (Верхняя) Волга до Куйбышевского водохранилища (без бассейна Оки).
Код объекта в государственном водном реестре — 08010100411110000000497.